# Левковский, Павел Иванович
Павел Иванович Левковский (16 марта 1974, Ленинград) — российский футболист, защитник.
Воспитанник ленинградской ДЮСШ «Звезда». Профессиональную карьеру провёл в клубах первого и второго дивизионов России «Смена-Сатурн» СПб (1992—1993), «Локомотив» СПб (1993—2000), «Динамо СПб» (2001), «Лукойл» Челябинск (2002—2004), «Петротрест» СПб (2005), «Шексна» Череповец (2006), «Смоленск» (2007).
На любительском уровне выступал за команды «Карелия» Петрозаводск (2008), «Руан-Нева» СПб/Кировск (2008), «Нева-Инкон» Кировск / «Инкон» Колпино (2009—2010).
Занимался бизнесом, играл за мини-футбольный клуб «Бюллетень недвижимости». Игрок «Спортинг-лиги».